# 矮黑三棱
矮黑三棱（学名：Sparganium minimum）为黑三棱科黑三棱属下的一个种。

## 扩展阅读
維基物種上的相關：矮黑三棱